# Praxis-Qualitätsbericht
Der Praxis-Qualitätsbericht ist ein Qualitätsbericht ärztlicher Praxen und vergleichbarer Einrichtungen im deutschen Gesundheitswesen.
Wie deutsche Krankenhäuser sind Vertragsärzte, Vertragspsychotherapeuten und andere medizinische Versorgungseinrichtungen in Deutschland nach § 135 a SGB V verpflichtet, sich an einrichtungsübergreifenden Maßnahmen der Qualitätssicherung zu beteiligen. Dabei soll die Ergebnisqualität verbessert sowie einrichtungsintern ein Qualitätsmanagement eingeführt und weiterentwickelt werden. Der Praxis-Qualitätsbericht gibt einen systematischen Überblick über das Qualitätsmanagement einer Praxis, Gemeinschaftspraxis, Praxisgemeinschaft oder medizinischen Versorgungseinrichtung. Der Praxis-Qualitätsbericht richtet sich an interessierte Patienten. Mit ihm soll die Informationsbeschaffung durch den Patienten erleichtert und dem Patienten eine Entscheidungshilfe im Vorfeld von ambulanten Behandlungen gegeben werden.